# Hiyori Kon
 (novembre 2023).
La mise en forme du texte ne suit pas les recommandations de Wikipédia : il faut le « wikifier ».
Les points d'amélioration suivants sont les cas les plus fréquents. Le détail des points à revoir est peut-être précisé sur la page de discussion.
- Les titres sont pré-formatés par le logiciel. Ils ne sont ni en capitales, ni en gras.
- Le texte ne doit pas être écrit en capitales (les noms de famille non plus), ni en gras, ni en italique, ni en « petit »…
- Le gras n'est utilisé que pour surligner le titre de l'article dans l'introduction, une seule fois.
- L'italique est rarement utilisé : mots en langue étrangère, titres d'œuvres, noms de bateaux, etc.
- Les citations ne sont pas en italique mais en corps de texte normal. Elles sont entourées par des guillemets français : « et ».
- Les listes à puces sont à éviter, des paragraphes rédigés étant largement préférés. Les tableaux sont à réserver à la présentation de données structurées (résultats, etc.).
- Les appels de note de bas de page (petits chiffres en exposant, introduits par l'outil «  Source ») sont à placer entre la fin de phrase et le point final[comme ça].
- Les liens internes (vers d'autres articles de Wikipédia) sont à choisir avec parcimonie. Créez des liens vers des articles approfondissant le sujet. Les termes génériques sans rapport avec le sujet sont à éviter, ainsi que les répétitions de liens vers un même terme.
- Les liens externes sont à placer uniquement dans une section « Liens externes », à la fin de l'article. Ces liens sont à choisir avec parcimonie suivant les règles définies. Si un lien sert de source à l'article, son insertion dans le texte est à faire par les notes de bas de page.
- La présentation des références doit suivre les conventions bibliographiques. Il est recommandé d'utiliser les modèles {{Ouvrage}}, {{Chapitre}}, {{Article}}, {{Lien web}} et/ou {{Bibliographie}}. Le mode d'édition visuel peut mettre en forme automatiquement les références.
- Insérer une infobox (cadre d'informations à droite) n'est pas obligatoire pour parachever la mise en page.

Pour une aide détaillée, merci de consulter Aide:Wikification.
Si vous pensez que ces points ont été résolus, vous pouvez retirer ce bandeau et améliorer la mise en forme d'un autre article.
Hiyori Kon (今 日和), née en août 1997, est une lutteuse de sumo amateur japonaise, connue pour plaider en faveur de l'égalité des droits des femmes en matière de compétition professionnelle au Japon. Elle a été incluse dans la liste de la BBC des 100 femmes inspirantes et influentes du monde entier pour 2019.

## Biographie
Née en août 1997 à Ajigasawa, Aomori, Kon commence à lutter à l'âge de six ans, inspirée par l'intérêt de ses frères et sœurs, et commence à concourir et à gagner contre des garçons. Lorsqu'elle arrive à l'université, elle étudie la théorie du genre à l'université Ritsumeikan, et devient la troisième femme à rejoindre son club de sumo. Kon pense que le sumo n’est pas seulement un sport, mais une forme d’expression.
Le Japon est le seul pays au monde où le sumo est pratiqué professionnellement, régi par l'association japonaise de sumo. Selon les anciennes croyances shinto et bouddhistes du sumo, les femmes ne sont pas autorisées à entrer ou à toucher le ring de lutte (dohyō) car elles sont considérées comme « impures »,. La JSA suit cette tradition qui a été fermement maintenue à travers les siècles, estimant que ce serait un déshonneur pour tous ses ancêtres de la changer. En 2018, deux femmes ont des ennuis avec un arbitre pour être entrées sur le ring pour prodiguer les premiers soins à un homme qui s'était effondré lors d'un match. Un responsable de la JSA désapprouve par la suite les actions de l'arbitre car il s'agit d'une situation d'urgence vitale.
Il existe plusieurs compétitions de sumo amateur au Japon et dans le monde où les femmes participent. Kon remporte la division poids lourd des Championnats du monde juniors féminins de sumo en 2014 et 2015. Elle participe également aux Championnats du monde de sumo 2018 et 2019, où elle remporte la médaille d'argent à chaque fois. Little Miss Sumo est un court documentaire Netflix réalisé par Matt Kay en 2019 portant sur Hiyori Kon, le film la suit jusqu'au championnat 2018. Après avoir obtenu son diplôme universitaire, Kon rejoint l'équipe de sumo sponsorisée par Aisin Seiki en tant que première femme membre,. En 2022, Kon remporte une médaille d'argent aux Jeux mondiaux dans la division féminine « openweight ».